# Daurlong wangi
Daurlong wangi es la única especie conocida del género extinto Daurlong  es un género representado por una única especie de dinosaurio terópodo dromeosáurido, que vivió a mediados del período Cretácico, hace aproximadamente 121 millones de años, en el Aptiense, en lo que es hoy Asia. Fue encontrado en la Formación Longjiang del Cretácico Inferior de China. Es conocida a partir de un esqueleto casi completo. Daurlong representa la primera aparición descrita de una región intestinal conservada en un terópodo estrechamente relacionado con las aves.

## Descripción
Daurlong era un dromeosáurido de tamaño mediano, de aproximadamente 1,5 metros de largo. El espécimen preservado tiene un 85% del tamaño del holotipo de Tianyuraptor y un 93% del tamaño del holotipo de Zhenyuanlong. El cráneo tiene aproximadamente el 94% de la longitud del fémur y las extremidades anteriores tienen menos del 60% de la longitud de las patas traseras. 

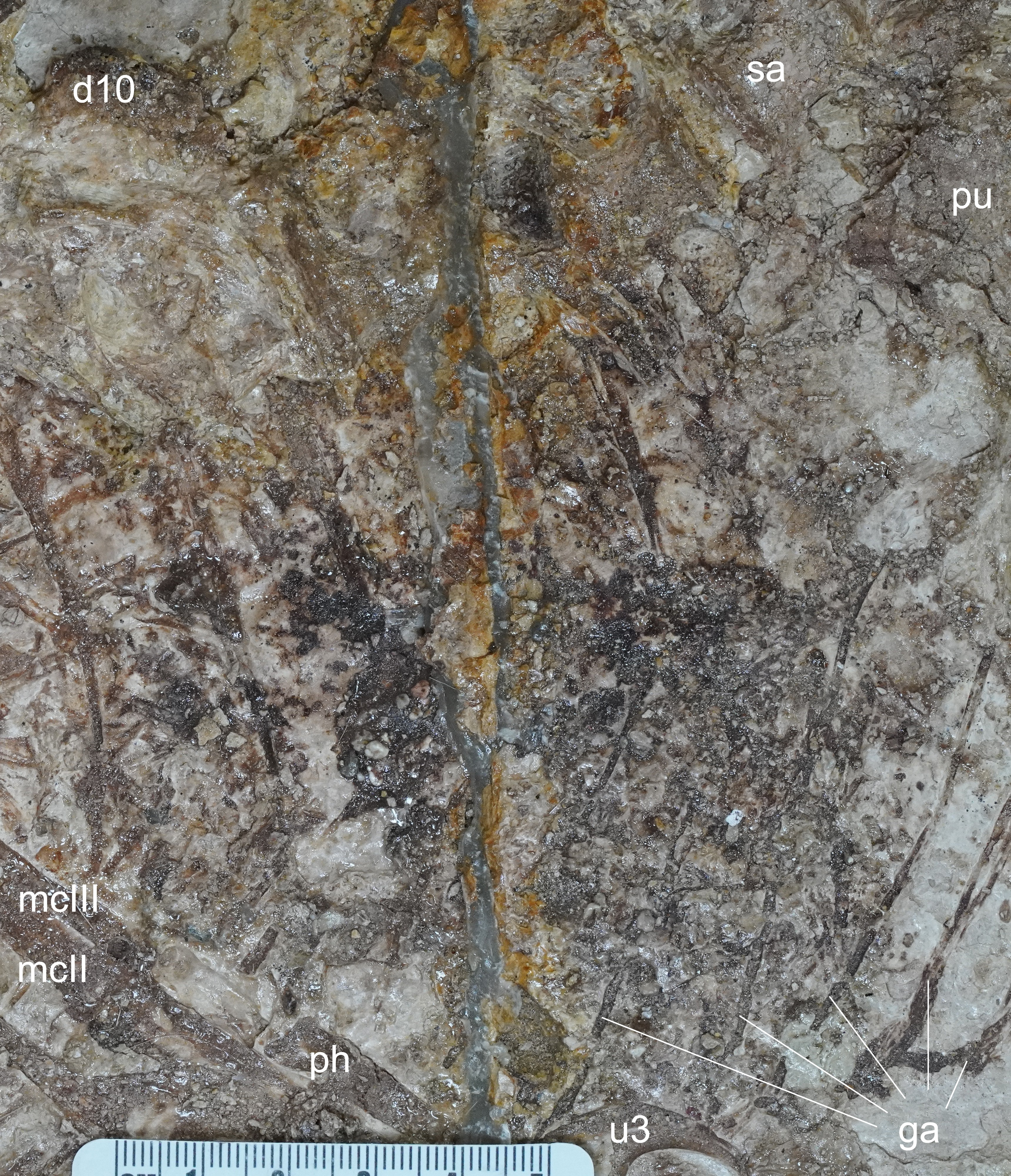
Región abdominal del holotipo de Daurlong

El ejemplar conserva el plumaje a lo largo de la parte posterior del cráneo y el cuello, y los bordes de la cola. El fósil no incluye rectrices y remiges pennáceas , como en Zhenyuanlong . Una capa azulada conservada en la caja torácica del espécimen de Daurlong coincide con el tracto intestinal que se ve en el holotipo de Scipionyx.

## Descubrimiento e investigación

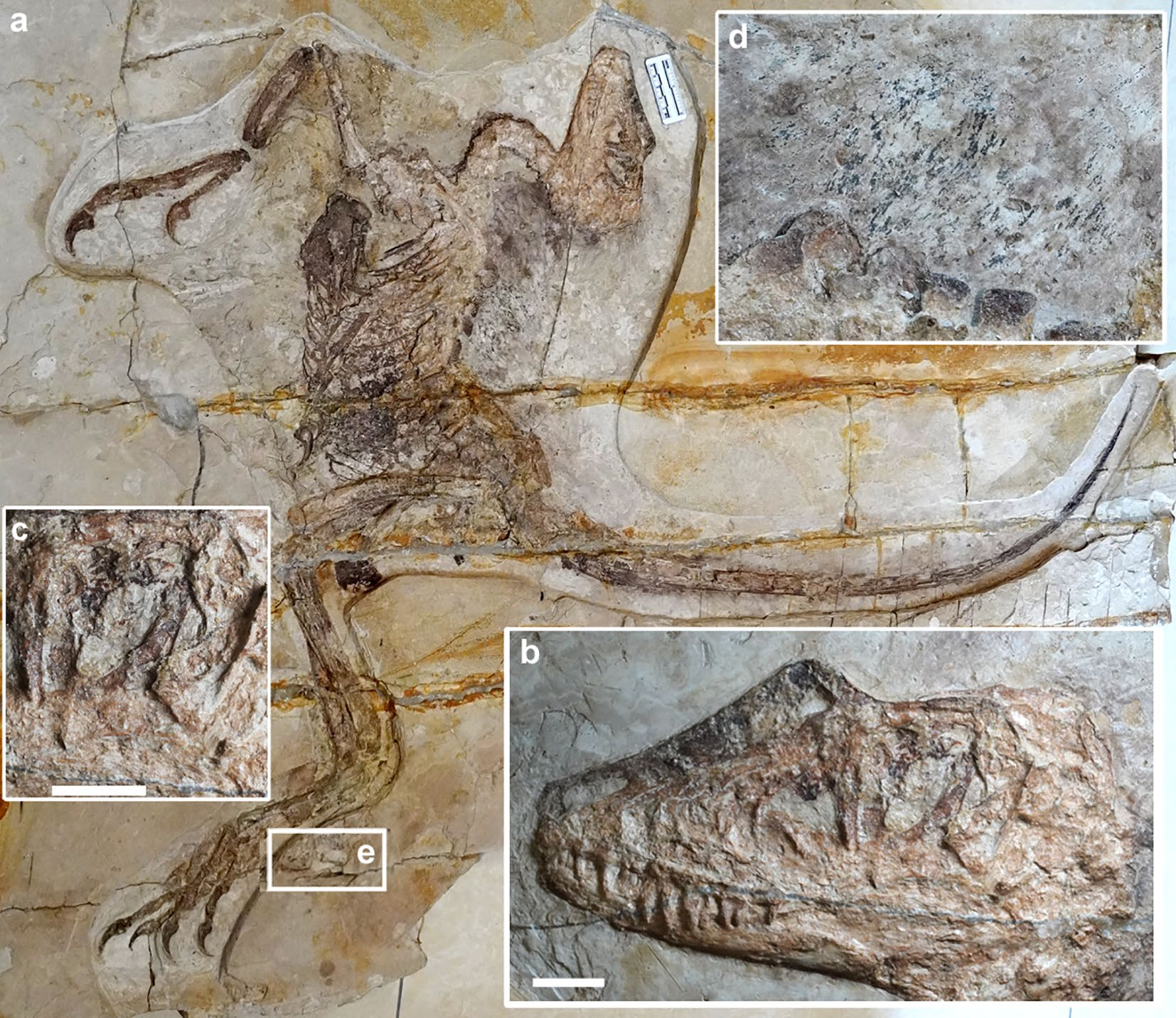
Holotipo de Daurlong

El espécimen holotipo de Daurlong , IMMNH -PV00731, se encontró en sedimentos de la Formación Longjiang, localidad de Pigeon Hill, de la Bandera Autónoma de Morin Dawa Daur , Mongolia Interior, China. Esta localidad está fechada en la edad Aptiana del período Cretácico Inferior. Consiste en un espécimen casi completo de un individuo, incluido un cráneo casi perfectamente articulado . También se conservó un esqueleto de un anuro parcial en la losa de holotipo.
En 2022, Xuri Wang, Andrea Cau, Bin Guo, Feimin Ma, Gele Qing y Yichuan Liu describieron a Daurlong wangi como un nuevo género y especie de dinosaurios terópodos dromeosáuridos basándose en estos restos. El nombre genérico , Daurlong, combina una referencia a la Nación Daur con el chino 龙, lóng, que significa "dragón". El nombre específico , D. wangi, honra a Wang Junyou, el director del Museo de Historia Natural de Mongolia Interior.

## Clasificación
En sus análisis filogenéticos , Wang y sus colegas en 2022 recuperaron a Daurlong como miembro de Dromaeosauridae, en un clado que contenía a Tianyuraptor y Zhenyuanlong hermano de Eudromeosauria.

### Filogenia

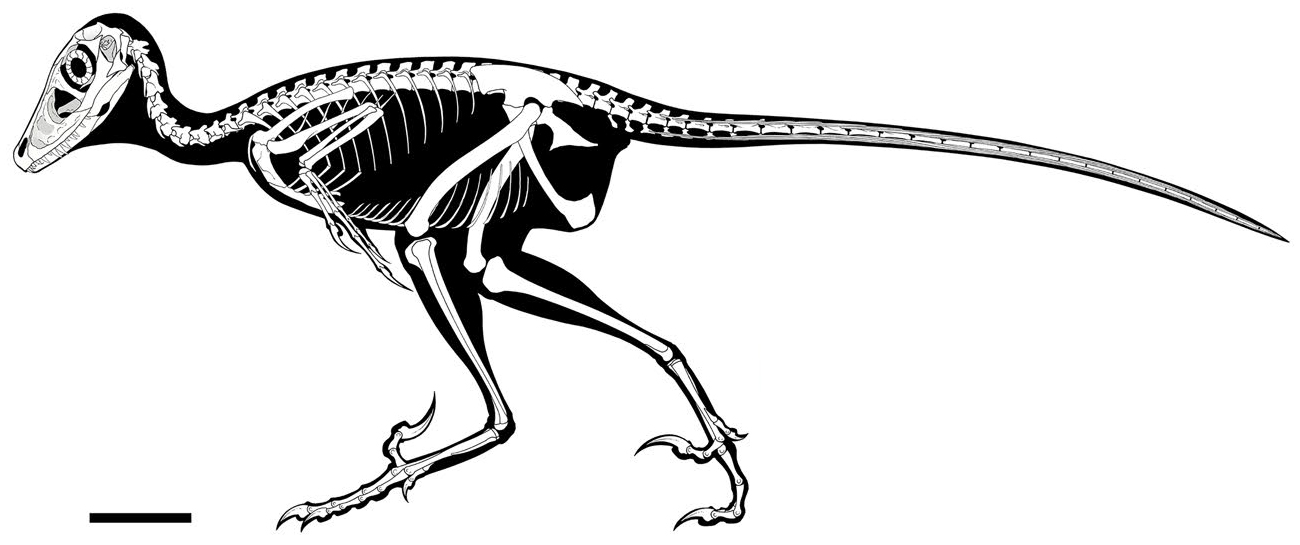
Reconstrucción esquelética de Daurlong

El cladograma a continuación muestra los resultados de los análisis filogenéticos de los autores originales.

|  | Halszkaraptorinae |
|  |                   |
|  | Unenlagiinae      |
|  |                   |

|  | Tianyuraptor                                              |
|  |                                                           |
|  | \| \| Daurlong \| \| \| \| \| \| Zhenyuanlong \| \| \| \| |
|  |                                                           |
|  | Daurlong                                                  |
|  |                                                           |
|  | Zhenyuanlong                                              |
|  |                                                           |

|  | Daurlong     |
|  |              |
|  | Zhenyuanlong |
|  |              |

|  | Eudromaeosauria |
|  |                 |

|  | Tianyuraptor                                              |
|  |                                                           |
|  | \| \| Daurlong \| \| \| \| \| \| Zhenyuanlong \| \| \| \| |
|  |                                                           |
|  | Daurlong                                                  |
|  |                                                           |
|  | Zhenyuanlong                                              |
|  |                                                           |

|  | Daurlong     |
|  |              |
|  | Zhenyuanlong |
|  |              |

|  | Eudromaeosauria |
|  |                 |

|  | Tianyuraptor                                              |
|  |                                                           |
|  | \| \| Daurlong \| \| \| \| \| \| Zhenyuanlong \| \| \| \| |
|  |                                                           |
|  | Daurlong                                                  |
|  |                                                           |
|  | Zhenyuanlong                                              |
|  |                                                           |

|  | Daurlong     |
|  |              |
|  | Zhenyuanlong |
|  |              |

|  | Eudromaeosauria |
|  |                 |

|  | Tianyuraptor                                              |
|  |                                                           |
|  | \| \| Daurlong \| \| \| \| \| \| Zhenyuanlong \| \| \| \| |
|  |                                                           |
|  | Daurlong                                                  |
|  |                                                           |
|  | Zhenyuanlong                                              |
|  |                                                           |

|  | Daurlong     |
|  |              |
|  | Zhenyuanlong |
|  |              |

|  | Eudromaeosauria |
|  |                 |

|  | Tianyuraptor                                              |
|  |                                                           |
|  | \| \| Daurlong \| \| \| \| \| \| Zhenyuanlong \| \| \| \| |
|  |                                                           |
|  | Daurlong                                                  |
|  |                                                           |
|  | Zhenyuanlong                                              |
|  |                                                           |

|  | Daurlong     |
|  |              |
|  | Zhenyuanlong |
|  |              |

|  | Eudromaeosauria |
|  |                 |

|  | Tianyuraptor                                              |
|  |                                                           |
|  | \| \| Daurlong \| \| \| \| \| \| Zhenyuanlong \| \| \| \| |
|  |                                                           |
|  | Daurlong                                                  |
|  |                                                           |
|  | Zhenyuanlong                                              |
|  |                                                           |

|  | Daurlong     |
|  |              |
|  | Zhenyuanlong |
|  |              |

|  | Eudromaeosauria |
|  |                 |

|  | Tianyuraptor                                              |
|  |                                                           |
|  | \| \| Daurlong \| \| \| \| \| \| Zhenyuanlong \| \| \| \| |
|  |                                                           |
|  | Daurlong                                                  |
|  |                                                           |
|  | Zhenyuanlong                                              |
|  |                                                           |

|  | Daurlong     |
|  |              |
|  | Zhenyuanlong |
|  |              |

|  | Eudromaeosauria |
|  |                 |

|  | Tianyuraptor                                              |
|  |                                                           |
|  | \| \| Daurlong \| \| \| \| \| \| Zhenyuanlong \| \| \| \| |
|  |                                                           |
|  | Daurlong                                                  |
|  |                                                           |
|  | Zhenyuanlong                                              |
|  |                                                           |

|  | Daurlong     |
|  |              |
|  | Zhenyuanlong |
|  |              |

|  | Eudromaeosauria |
|  |                 |

|  | Halszkaraptorinae |
|  |                   |
|  | Unenlagiinae      |
|  |                   |

|  | Tianyuraptor                                              |
|  |                                                           |
|  | \| \| Daurlong \| \| \| \| \| \| Zhenyuanlong \| \| \| \| |
|  |                                                           |
|  | Daurlong                                                  |
|  |                                                           |
|  | Zhenyuanlong                                              |
|  |                                                           |

|  | Daurlong     |
|  |              |
|  | Zhenyuanlong |
|  |              |

|  | Eudromaeosauria |
|  |                 |

|  | Tianyuraptor                                              |
|  |                                                           |
|  | \| \| Daurlong \| \| \| \| \| \| Zhenyuanlong \| \| \| \| |
|  |                                                           |
|  | Daurlong                                                  |
|  |                                                           |
|  | Zhenyuanlong                                              |
|  |                                                           |

|  | Daurlong     |
|  |              |
|  | Zhenyuanlong |
|  |              |

|  | Eudromaeosauria |
|  |                 |

|  | Tianyuraptor                                              |
|  |                                                           |
|  | \| \| Daurlong \| \| \| \| \| \| Zhenyuanlong \| \| \| \| |
|  |                                                           |
|  | Daurlong                                                  |
|  |                                                           |
|  | Zhenyuanlong                                              |
|  |                                                           |

|  | Daurlong     |
|  |              |
|  | Zhenyuanlong |
|  |              |

|  | Eudromaeosauria |
|  |                 |

|  | Tianyuraptor                                              |
|  |                                                           |
|  | \| \| Daurlong \| \| \| \| \| \| Zhenyuanlong \| \| \| \| |
|  |                                                           |
|  | Daurlong                                                  |
|  |                                                           |
|  | Zhenyuanlong                                              |
|  |                                                           |

|  | Daurlong     |
|  |              |
|  | Zhenyuanlong |
|  |              |

|  | Eudromaeosauria |
|  |                 |

|  | Tianyuraptor                                              |
|  |                                                           |
|  | \| \| Daurlong \| \| \| \| \| \| Zhenyuanlong \| \| \| \| |
|  |                                                           |
|  | Daurlong                                                  |
|  |                                                           |
|  | Zhenyuanlong                                              |
|  |                                                           |

|  | Daurlong     |
|  |              |
|  | Zhenyuanlong |
|  |              |

|  | Eudromaeosauria |
|  |                 |

|  | Tianyuraptor                                              |
|  |                                                           |
|  | \| \| Daurlong \| \| \| \| \| \| Zhenyuanlong \| \| \| \| |
|  |                                                           |
|  | Daurlong                                                  |
|  |                                                           |
|  | Zhenyuanlong                                              |
|  |                                                           |

|  | Daurlong     |
|  |              |
|  | Zhenyuanlong |
|  |              |

|  | Eudromaeosauria |
|  |                 |

|  | Tianyuraptor                                              |
|  |                                                           |
|  | \| \| Daurlong \| \| \| \| \| \| Zhenyuanlong \| \| \| \| |
|  |                                                           |
|  | Daurlong                                                  |
|  |                                                           |
|  | Zhenyuanlong                                              |
|  |                                                           |

|  | Daurlong     |
|  |              |
|  | Zhenyuanlong |
|  |              |

|  | Eudromaeosauria |
|  |                 |

|  | Tianyuraptor                                              |
|  |                                                           |
|  | \| \| Daurlong \| \| \| \| \| \| Zhenyuanlong \| \| \| \| |
|  |                                                           |
|  | Daurlong                                                  |
|  |                                                           |
|  | Zhenyuanlong                                              |
|  |                                                           |

|  | Daurlong     |
|  |              |
|  | Zhenyuanlong |
|  |              |

|  | Eudromaeosauria |
|  |                 |